# Рибалко Євген Вікторович
Євген Вікторович Рибалко (нар. 4 вересня 1965, м. Сватове, Луганська область) — український політик, Сватівський міський голова (з листопада 2010).

## Біографія
Народився у сім'ї робітників, має вищу освіту, позапартійний.
1982 року закінчив СШ № 8 у Сватовому, почав працювати на Сватівському птахокомбінаті.
1983 року призваний до лав Збройних сил СРСР.
1985 - закінчив Ленінградську школу комсомольських працівників.
1991 року закінчив Донецьке вище військово-політичне училище інженерних військ та військ зв'язку.
1993 року звільнився зі Збройних сил РФ.
З 1993 р. по 2002 р. займався комерційною та виробничою діяльністю.
У 2001 році отримав ліцензію Міністерства економіки України арбітражного керуючого.
2002 року був обраний мером Сватового.Де добре вів головну роль Донецького синдиката Головний здобуток був супермаркет АТБ i Сім'я.Яке вбило всю інфраструктуру міста, також за його правління було загублено i інші підприемсва як КХП i СЗЛ. Також доклав дуже виликий внесок в те що передав всю людські кооперативні  права  на властність газовой трубою i комплектуючіми додатками Нафтогаз.
З 2005 р. по 2007 р. працював головою державної адміністрації Сватівського району Луганської області.
У 2007 році закінчив Національну академію державного управління при Президентові України. Магістр державного та регіонального управління.
З 2007 по 2009 працював директором підприємства «Впровадження інженерних та будівельних технологій», Донецьк.
З 2010 року — директор Українського підприємства закупівель та послуг «Залізниця», Донецьк.

## Особисте життя
Майстер спорту.
- Мати: Рибалко (Сайко) Катерина Павлівна, 1942 р. н., пенсіонер, Сватове.
- Дружина: Рибалко (Бойко) Валентина Леонідівна, 1963 року народження, співробітник агентства, Донецьк.
- Донька: Фоміна (Рибалко) Яна Євгенівна, 1987 року народження, заступник головного редактора журналу «VIP», Донецьк.

## Нагороди
- Орден «За заслуги» III ступеня (23 серпня 2014).[1]